# Natalie Perry
 Der er for få eller ingen kildehenvisninger i denne artikel, hvilket er et problem. Du kan hjælpe ved at angive troværdige kilder til de påstande, som fremføres i artiklen.

Natalie Perry (født 24. december 1996 i Gentofte) er en dansk/amerikansk ishockeyspiller som har været udtaget til utallige landsholdssamlinger[kilde mangler]. På nuværende tidspunkt spiller hun for Malmö Redhawks. Hun spillede i Gentofte stars fra hun var to år gammel til 2016, hvor hun skiftede til Hvidovre Ishockey klub. I 2018 skrev hun kontrakt med Malmö Redhawks, hvor hun udelukkende spiller sammen med damer. 
Perry haft et åbenlyst talent for ishockey siden hun første gang blev sat på isen,[kilde mangler] Flere eksperter i verden har udråbt hende som et spirende talent.[kilde mangler] Hun har vundet utallige Danmarksmesterskaber og er den første kvinde som både har været udtaget til landsholdstruppen i fodbold og i ishockey,[kilde mangler]
Med en dansk mor og en amerikansk far har Perry dobbeltstatsborgerskab i begge lande. Hun har således mulighed for at spille for USA. 

## Privat
Natalie Perry studerer til daglig på Roskilde Universitet hvor hun læser Informatik og Kommunikation[kilde mangler]:
Hun bor på Østerbro.